# Zbiory przyrodnicze Wydziału Biologii UAM
Zbiory Przyrodnicze Wydziału Biologii UAM – zbiór flory i fauny zgromadzony na Wydziale Biologii Uniwersytetu im. Adama Mickiewicza w Poznaniu.

## Lokalizacja
Zbiór początkowo umieszczony był w gmachu Collegium Maius przy ul. Fredry w Poznaniu. W 2007 przeniesiono go na Kampus Morasko do nowej siedziby Wydziału Biologii. Zajmuje siedem magazynów: dwa zoologiczne, cztery botaniczne i jeden antropologiczny. Pomieszczenia są klimatyzowane, wyposażone w filtry przeciwkurzowe, czujniki dymu oraz ochronę przed zalaniem.

## Zbiór
Na zbiór składają się przede wszystkim odrębne kolekcje, w większości ofiarowane Uniwersytetowi przez poszczególnych badaczy i kolekcjonerów. Są to m.in.:
- trzecie pod względem wielkości w Europie zbiory flory afrykańskiej ofiarowane przez prof. Jerzego Szweykowskiego (150 000 arkuszy zielnikowych),
- kolekcja wątrobowców również ofiarowana przez prof. Szweykowskiego (45 000 okazów),
- jeden z większych w Polsce zbiór mszaków prof. Stanisława Lisowskiego,
- jedna z największych na świecie kolekcji roztoczy (kilkaset tysięcy okazów), umieszczona w specjalnej, mobilnej szafie, umożliwiającej natychmiastową ewakuację w razie zagrożenia,
- bank fauny glebowej (organizmy żywe z gleb całego świata), zbiór zapoczątkowany w latach 40. XX wieku przez prof. Jana Rafalskiego, twórcę polskiej akarologii,
- zielnik roślin naczyniowych (200 000 pozycji),
- zbiór jętek zebranych przez prof. Marię Keffermueller,
- duży zbiór porostów prof. Zygmunta Tobolewskiego,
- zbiór egzotycznych chrząszczy i motyli uzbierany m.in. przez Arkadego Fiedlera,
- zbiór chrząszczy z okolic Rygi z lat 1895–1903,
- kolekcja wypchanych ptaków i ssaków (m.in. ptak kiwi czy dziobak),
- zbiór antropologiczny – czaszki i kości pozyskiwane z wykopalisk,
- zbiory: muszli winniczków, chrząszczy polskich i inne.

Wielka wartość zbioru polega m.in. na tym, że zawiera on wiele holotypów, tj. okazów na podstawie których opisano dany gatunek. W razie wątpliwości przy oznaczaniu odwołują się do tych egzemplarzy badacze z całego świata. Część okazów jest obecnie (np. ze względów prawnych) niemożliwa do zdobycia. Oprócz samego zbioru cenna jest również jego strona techniczna – stare oprawy, kaligrafia podpisów, itp. Najstarsze egzemplarze zielnikowe pochodzą z 1792.
Kierownikiem zbiorów jest prof. Jerzy Błoszyk. Na bazie zbiorów planowane jest utworzenie Muzeum Przyrody.